# Campionati europei di nuoto di fondo
I Campionati europei di nuoto di fondo (LEN European Open Water Swimming Championships) sono una manifestazione organizzata dalla LEN dedicata alle gare di nuoto in acque libere.

## Storia
La manifestazione è stata disputata biennalmente dal 1989 al 1993; a partire dal 1995 il nuoto in acque libere è stato inserito all'interno del programma dei Campionati europei di nuoto.
Nel 2008 il titolo europeo della specialità è tornato ad essere assegnato in un'edizione indipendente.
Nel 2010 la LEN ha stabilito che il campionato europeo di nuoto di fondo si terrà biennalmente negli anni dispari, perciò la disciplina ha visto l'assegnazione del titolo continentale ogni anno, in alternanza con i Campionati europei di nuoto, come avviene per i tuffi. Dopo l'edizione del 2016 la competizione è stata nuovamente inserita nel programma dei campionati europei fino al 2025, quando ne viene annunciato il ritorno come competizione a se stante.

## Edizioni
| N°   | Anno | Sede                    | Date              | Gare | n° atl. | n° naz. | Miglior nazione    |
| ---- | ---- | ----------------------- | ----------------- | ---- | ------- | ------- | ------------------ |
| I    | 1989 | Cittavecchia ( Croazia) | 2 - 3 settembre   | 4    | ?       | ?       | Jugoslavia (3/1/2) |
| II   | 1991 | Terracina ( Italia)     | 14 - 15 settembre | 4    | ?       | ?       | Italia (1/2/1)     |
| III  | 1993 | Slapy Dam ( Rep. Ceca)  | 28 - 29 agosto    | 4    | ?       | ?       | Italia (2/1/0)     |
| IV   | 2008 | Ragusa ( Croazia)       | 9 - 14 settembre  | 7    | 111     | 22      | Italia (3/1/2)     |
| V    | 2011 | Eilat ( Israele)        | 5 - 11 settembre  | 7    | 90      | 21      | Italia (5/1/0)     |
| VI   | 2012 | Piombino ( Italia)      | 12 - 16 settembre | 7    | 108     | 24      | Italia (4/0/3)     |
| VII  | 2016 | Hoorn ( Paesi Bassi)    | 10 - 14 luglio    | 7    | 104     | 24      | Italia (3/2/2)     |
| VIII | 2025 | Cittavecchia ( Croazia) | 28-31 maggio      | 7    |         |         | Ungheria (5/2/2)   |

## Medagliere
Aggiornato a Cittavecchia 2025
| Posizione | Paese          | O  | A  | B  | Totale |
| --------- | -------------- | -- | -- | -- | ------ |
| 1         | Italia         | 20 | 9  | 8  | 37     |
| 2         | Ungheria       | 7  | 2  | 5  | 14     |
| 3         | Russia         | 4  | 4  | 2  | 10     |
| 4         | Germania       | 3  | 10 | 7  | 20     |
| 5         | Francia        | 3  | 3  | 9  | 14     |
| 6         | Jugoslavia     | 3  | 1  | 2  | 6      |
| 7         | Paesi Bassi    | 1  | 4  | 4  | 9      |
| 8         | Spagna         | 1  | 3  | 1  | 5      |
| 9         | Grecia         | 1  | 2  | 0  | 3      |
| 10        | Rep. Ceca      | 1  | 1  | 5  | 7      |
| 11        | Regno Unito    | 1  | 1  | 1  | 3      |
| 11        | Svizzera       | 1  | 1  | 1  | 3      |
| 13        | Bulgaria       | 1  | 1  | 0  | 2      |
| 14        | Belgio         | 1  | 0  | 1  | 2      |
| 15        | Cecoslovacchia | 0  | 3  | 0  | 3      |
| 16        | Israele        | 0  | 0  | 1  | 1      |
| 16        | Ucraina        | 0  | 0  | 1  | 1      |
| Totale    | Totale         | 39 | 37 | 38 | 114    |